# 仲谷めい
仲谷 めい (なかたに めい、1985年4月23日 - )は、兵庫県神戸市出身のシンガーソングライター、クリエイター、著作家、コラムニスト、である。キャッチフレーズは「4月うまれだけどmei(めぃ)です」。

## 来歴
2006年
芸術で生きたいと思い立ち衝動だけで作詞と作曲を始める。作曲知識が無い状態でキャッチーで記憶に残るメロディーを目標方針にオリジナルな作品を制作しはじめる。
2008年
沢田研二の『人間60年・ジュリー祭り』にコーラス隊でアルト担当する。
2009年
GIZA BADオーディションに最終審査まで残っている。この頃から神戸から上京し東京に拠点を置き、Zepp OSAKAでのオーディションやTBSカウントダウンTV赤坂SACASオーディション等、多数のオーディションを受けている。Zepp OSAKAでのオーディションではBEST OF SINGER全国決勝大会まで上がっている。東京での生活では歯科衛生士をしながら音楽活動を行っていた。mei tubeという本人の動画をYouTubeにUPしていた。
2010年
フジテレビのMusic on Saturday、NHKの番組テレ遊びパフォー!、東京MXTVのmero.jpミュージックChannel、出演。週刊プレイボーイ2010年9月20日号職業選手名鑑第35回歯科衛生士のページに本人が掲載されている。この頃通常ライブの他にストリートライブなども精力的に行う。一週間でO脚を直し、日本テレビ魔女たちの22時で『ひどいO脚で24年間悩み続けていたのにたった一週間で美脚を手に入れ足まで長くなってしまった25歳の魔女』として紹介された。
2011年
Tシャツのデザインも始める。
2012年
タイ情報誌CHAO (フリーペーパー)でライター(writer)デビューをする。AIDS募金Tシャツをデザインし売上金をタイのバーン・ミットラトーンに自ら寄付を行う。
2013年
1月からオーストラリアでワーキング・ホリデーを行う。オーストラリア生活情報サイト「NICHIGO PRESS」でコラム「4月生まれだけど、meiです！」を連載。

## 人物
歯科衛生士の資格を取得している。またタイでマッサージ留学、英語の語学留学の経験を持つ。Raztoroblueという自社レーベルを持っている。日本初の国際派ノマドアーティストである。
2020年の夏までイギリスに在住していた。現在はイタリア在住。
既婚　「パバンめい」という名でも活動している。

## ディスコグラフィ
シングル
- 「冷蔵庫が恋人」(2010年1月3日発売)
- 「プリップリな夏」(2010年7月23日発売)
- 「君と地デジ」(2011年8月7日発売)

アルバム
- ミニアルバム「mei」(2008年4月25日発売)

写真集
- 「4月うまれだけどmeiです。」(2010年1月3日発売)(完売)

書籍
- 「ヒトアレルギー」(ライブ会場限定自主制作:完売)
- 「歯科衛生士が教えるかわいい♡オーラルセックス」(2014年4月30日発売、発行 桜花出版 発売 星雲社) ISBN 9784434191671

電子書籍
- 「堕落蝉〜ダラクゼミ〜」
- 「格安!安全!月5万円からのチェンマイ英語留学!1」(2014年12月5日発売　マイナビ出版)
- 「格安!安全!月5万円からのチェンマイ英語留学!2世界各国から英語を学ぶためにタイを目指す人たち」 (マイナビ出版)
- 「格安!安全!月5万円からのチェンマイ英語留学!3〜本気で遊べるチェンマイ!観光編〜」(マイナビ出版)